# پیتلینگ پروا
پیتلینگ پروا (به انگلیسی: Peatling Parva) یک پریش (تقسیمات اداری)، روستا و محله مدنی در بریتانیا است که در Harborough واقع شده‌است. پیتلینگ پروا ۱۸۱ نفر جمعیت دارد.